# Carloalberto Giordani
Carloalberto Giordani (Isola della Scala, 24 oktober 1997) is een Italiaans baan- en wegwielrenner die anno 2020 rijdt voor Biesse Arvedi. Giordani nam deel aan de Europese Spelen van 2019 in Minsk, hij behaalde tijdens deze spelen een tweede plaats op de ploegenachtervolging.

## Baanwielrennen

### Palmares
| Jaar     | IK          | EK       | WK          | Overig                                |
| Junioren | Junioren    | Junioren | Junioren    | Junioren                              |
| -------- | ----------- | -------- | ----------- | ------------------------------------- |
| 2015     |             |          | koppelkoers |                                       |
| Elite    |             |          |             |                                       |
| 2016     | puntenkoers |          |             |                                       |
| 2017     |             |          |             |                                       |
| 2018     |             |          |             |                                       |
| 2019     | koppelkoers |          |             | Europese Spelen: ploegenachtervolging |